# Apolinary z Hierapolis
Apolinary z Hierapolis, również Apolinary Klaudiusz lub Klaudiusz Apolinary (zm. ok. 179) – biskup Hierapolis w czasach panowania Marka Aureliusza (161-180), apologeta i Ojciec Kościoła, święty katolicki.
Był chrześcijańskim pisarzem greckim i teologiem pochodzącym z Azji Mniejszej, autorem pism przeciw montanistom.
Urząd biskupi objął po śmierci św. Papiasza. Napisał wiele dzieł skierowanych przeciwko heretykom, jednak żadne z nich nie przetrwało do dzisiejszych czasów.
- Mowa (prawdopodobnie do Marka Aureliusza)
- Przeciw Grekom (pięć ksiąg)
- O Prawdzie (dwie księgi)
- Przeciw Żydom (dwie księgi)
- Przeciw herezji Frygijczyków
- dzieło odnoszące się do dnia celebracji Paschy

Jego wspomnienie liturgiczne w Kościele katolickim obchodzone jest 8 stycznia.